# Voulmentin
Voulmentin település Franciaországban, Deux-Sèvres megyében. Lakosainak száma 1131 fő (2022. január 1.). Voulmentin Argentonnay, Bressuire, Bretignolles, Nueil-les-Aubiers, Saint-Aubin-du-Plain és Saint Maurice Étusson községekkel határos.

## Népesség
A település népessége az elmúlt években az alábbi módon változott:
| Lakosok száma | 1096 | 1108 | 1110 | 1114 | 1119 | 1123 | 1124 | 1131 |
|               | 2013 | 2015 | 2017 | 2018 | 2019 | 2020 | 2021 | 2022 |